# Сътворение на света
Сътворението на света е космогоничен мит и изначална легенда в митологията на почти всички религии, особено на „световните религии“ – тези претендиращи да са глобални, т.е. всеобщи и универсални. Сътворението на света, а и на историята, е дело на демиурга (на гръцки: δήμος).
Посредством митологията и религията, понятието за „сътворението на света“ преминава и в политиката, залягайки във водещите геополитически теории и конструкти (понятиен апарат), стремящи се да представят и обосноват идеологиите си или като едно „ново начало“ (либерализма на Френската революция и комунизма на Октомврийската революция) или като трансцендентално произхождащи още от „сътворението на света“ (консерватизма и консервативните революционери).
Митологията за сътворението на света се заражда в земите от „Плодородния полумесец“, които са люлка на най-древните цивилизации.

## Галерия
- Вавилонската кула
- Ра
- Зевс
- Ромул и Рем

|  | Тази страница частично или изцяло представлява превод на страницата „Сотворение мира“ в Уикипедия на руски. Оригиналният текст, както и този превод, са защитени от Лиценза „Криейтив Комънс – Признание – Споделяне на споделеното“, а за съдържание, създадено преди юни 2009 година – от Лиценза за свободна документация на ГНУ. Прегледайте историята на редакциите на оригиналната страница, както и на преводната страница, за да видите списъка на съавторите. ВАЖНО: Този шаблон се отнася единствено до авторските права върху съдържанието на статията. Добавянето му не отменя изискването да се посочват конкретни източници на твърденията, които да бъдат благонадеждни. |